# Ignacio Fernández Toxo
Ignacio Fernández Toxo ['toʃo] (Ferrol, 25 de novembre de 1952) és l'actual Secretari General del sindicat Comissions Obreres des de 2008 i el President de la Confederació Europea de Sindicats (CES) des de 2011.

## Biografia

### Els inicis
Comença la seva vida laboral com a aprenent en l'Empresa Nacional Bazán de Construccions Navals Militars S.A. (Bazán), empresa que es va fusionar amb Astilleros Españoles, S.A. (AESA) al juliol del 2000, constituint l'empresa Izar Construccions Navals. En aquesta empresa continuarà la seva vida laboral fins que és prejubilat dins de l'ERO iniciat per la SEPI a l'abril de 2005.
Durant la seva joventut va ser militant de la Lliga Comunista Revolucionària i posteriorment del Partit Comunista d'Espanya.
La seva activitat sindical comença a Bazán durant la seva etapa com a aprenent. Amb 19 anys participa en l'organització de la vaga general de Ferrol del 10 de març de 1972. Durant les manifestacions la Policia Armada va acorralar alguns vaguistes, entre els quals es trobava el jove aprenent Toxo, i va començar a disparar indiscriminadament, ferint més de 40 persones i matant dos treballadors de Bazán, membres de Comissions Obreres, Amador Rey i Daniel Niebla. La vida sindical de Toxo, que acudeix regularment a l'ofrena floral anual enfront del monument a Ferrol als assassinats el 10 de març, va ser marcada profundament per aquesta experiència de joventut, com es desprèn de les seves successives declaracions sobre els fets.
Com a conseqüència de la vaga del 10 de març Toxo serà acomiadat i condemnat a 5 anys de presó. Toxo fuig del penal de La Corunya i passa a viure en la clandestinitat fins a l'aprovació de la Llei d'Amnistia d'octubre de 1977, no obstant la qual cosa es presentarà a les eleccions generals espanyoles de 1977, com a cap de llista del Front per la Unitat dels Treballadors per a la província de La Corunya.
Per aplicació de la llei d'amnistia Toxo recuperarà la seva ocupació a Bazán, on arribarà a ser elegit president del Comitè Intercentres de l'empresa. Durant l'intent de cop d'estat del 23 de febrer de 1981 es va atrinxerar a l'ajuntament de Ferrol juntament amb l'alcalde Jaime Quintanilla i altres ciutadans i representants socials de la ciutat. No obstant el Capità General lleial Miguel Romero Moreno va controlar la plaça i, finalment, no es van produir incidents destacables.

### Dirigent sindical
El novembre de 1987 és escollit Secretari General de la Federació del Metall de Comissions Obreres en substitució de Juan Ignacio Marín, càrrec que va ocupar fins a novembre de 1995, quan es fusionen les federacions del Metall i de Mineria del sindicat. Després de la fusió, Toxo és escollit Secretari General de l'organització resultant, la Federació Minerometal·lúrgica de Comissions Obreres, càrrec que ostentarà fins que en 2004 és substituït per Felipe López Alonso. En aquesta etapa és de destacar la seva defensa de la posició sindical davant la reconversió industrial i, molt especialment, la seva participació en l'organització de la Marxa de Ferro.
Des de 2004 a 2008 va exercir el càrrec de Secretari d'Acció Sindical i Polítiques Sectorials de la Confederació Sindical de Comissions Obreres, i és membre del Consell Confederal i de la Comissió Executiva Confederal del sindicat.
El 19 de desembre de 2008 va ser escollit Secretari General de Comissions Obreres en el 9è Congrés Confederal, substituint José María Fidalgo Velilla. Durant el seu mandat el sindicat s'ha posicionat enfront de la política de retallades iniciada al maig de 2010 pel President Jose Luís Rodríguez Zapatero, i continuada pel seu successor Mariano Rajoy, promovent tres Vagues Generals a nivell estatal i diverses vagues i mobilitzacions a nivells local i sectorial. És de destacar, com a innovació en l'estratègia sindical, la interposició d'Iniciatives Legislatives Populars davant el Congrés dels Diputats en temes com a legislació laboral, dret a l'habitatge i fiscalitat.
El 18 de maig de 2011 va ser elegit president de la Confederació Europea de Sindicats en substitució de Wanja Lundby-Wedin, membre del sindicat LO de Suècia. Com a president de la CES ha defensat davant les institucions de la Unió Europea (UE) una major integració política dels països membres, l'ampliació de les funcions del Banc Central Europeu, la integració dels règims fiscals dels països de la UE i la convergència de les legislacions laborals dels països membres.